# Palpopleura radiata
Palpopleura radiata är en trollsländeart som beskrevs av Elliot C.G. Pinhey 1982. Palpopleura radiata ingår i släktet Palpopleura och familjen segeltrollsländor. Inga underarter finns listade i Catalogue of Life.